# Centraleta telefònica

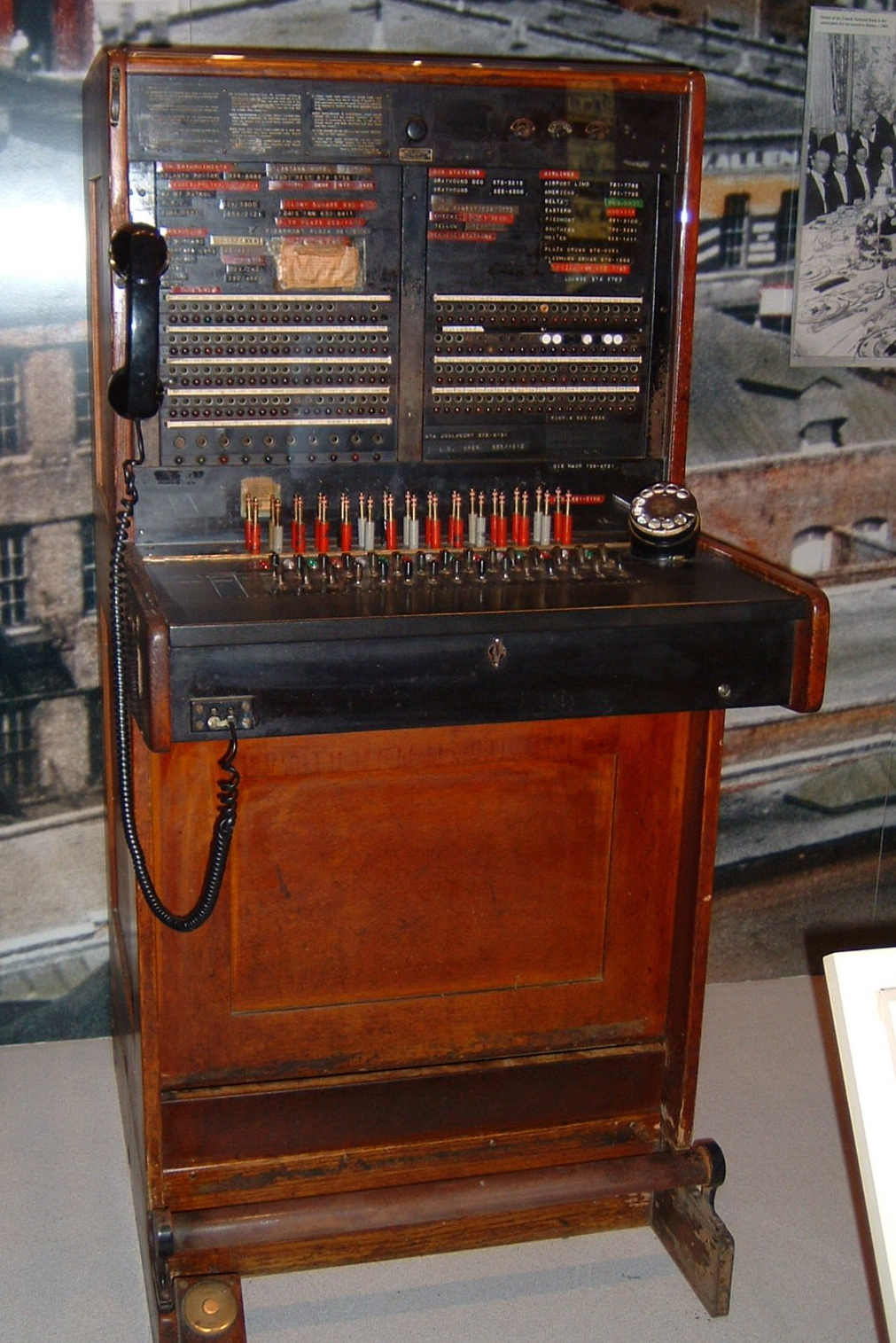
Central telefònica antiga.

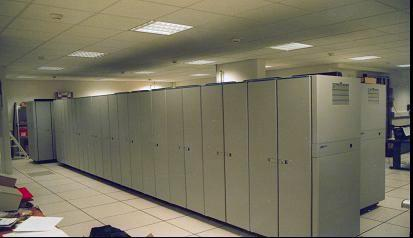
cCentral de commutació digital

Una central de commutació és el lloc, utilitzat per l'empresa de telefonia, on s'allotja l'equip de commutació i la resta d'equips necessaris per a la gestió de trucades telefòniques realitzant connexions i transmissions d'informació de veu.
En aquest lloc acaben les línies dels abonats, els enllaços de les altres centrals, i quan en necessari els circuits interurbans, necessaris per a la connexió amb altres poblacions.